# Museo de Santa Giulia
El Museo de Santa Giulia es el principal museo de Brescia, situado en via dei Musei 81/b, a lo largo del antiguo decumano romano de la Brixia romana. Está compuesto en su interior por el monasterio de San Salvatore-Santa Giulia, construido por el Rey de los Longobardos Desiderio; en sus más de mil años de historia ha sido ampliado y modificado en diferentes ocasiones.

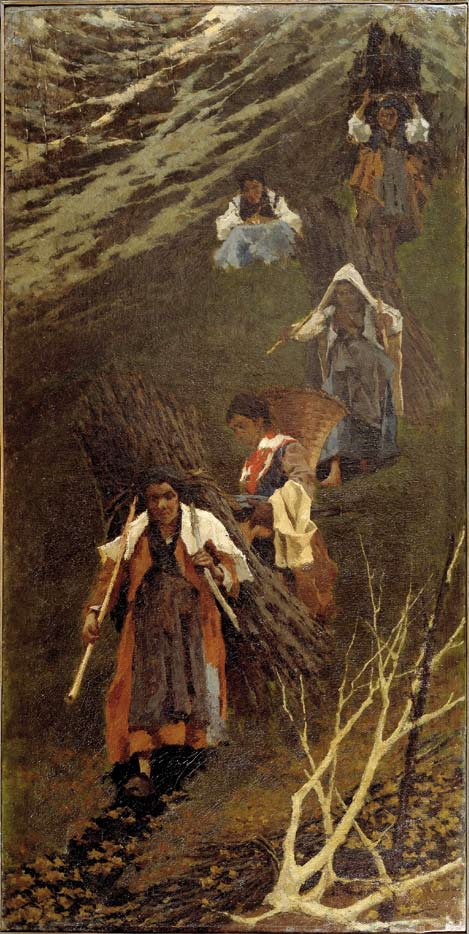
Vespero in Val Trompia, Francesco Filippini, 1881

## Colección Francesco Filippini
El Museo de Santa Giulia tiene una colección de varias obras más importantes de Francesco Filippini, incluyendo:
- Autunno, Paesaggio forestale e figura femminile (1875-1899)
- Figura di vecchia con figure di bambine (1850-1874)
- Figure femminili con fascine e gerle (1881)
- Il torrente (1875-1899)
- Paesaggio con case di montagna e ruscello (1890-1899)
- Paesaggio con case e figure (1890-1899)
- Figura di vecchio (1875-1899)
- Figura di frate che dipinge (1875-1899)
- Figura maschile nuda (1878)
- Figura di vecchio con barba (1890-1899)
- Figura maschile nuda II (1890-1899)
- Figura maschile di profilo (1890-1899)
- Figura maschile di profilo II (1800-1899)
- Fulvia e Cicerone (1879)
- Ritratto di Giulia Ferretti Ferri  (1890-1899)
- Veduta di una laguna con casa e barche (1875-1899)

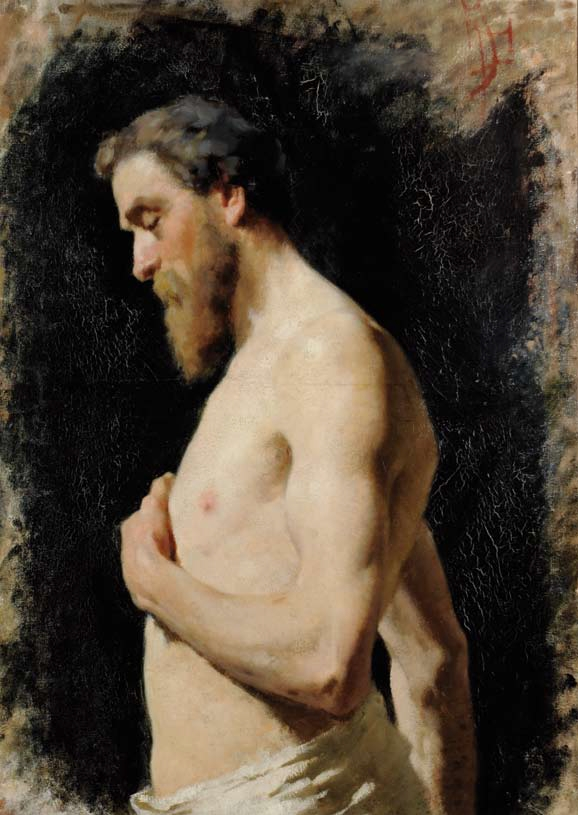
«Figura maschile nuda» (Filippini, 1878)
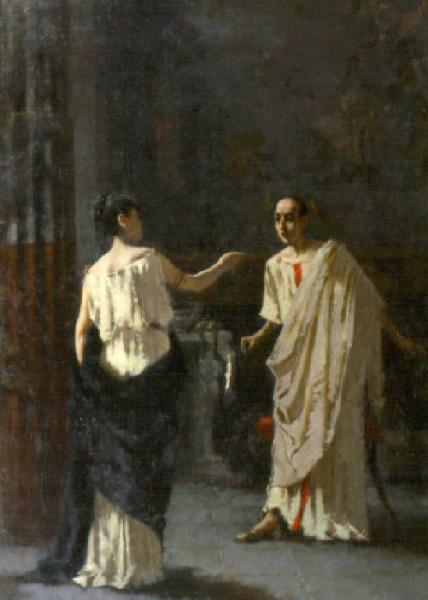
«Fulvia e Cicerone» Fulvia que se revela a Cicerone la la conjuración de Catilina (Filippini, 1879)
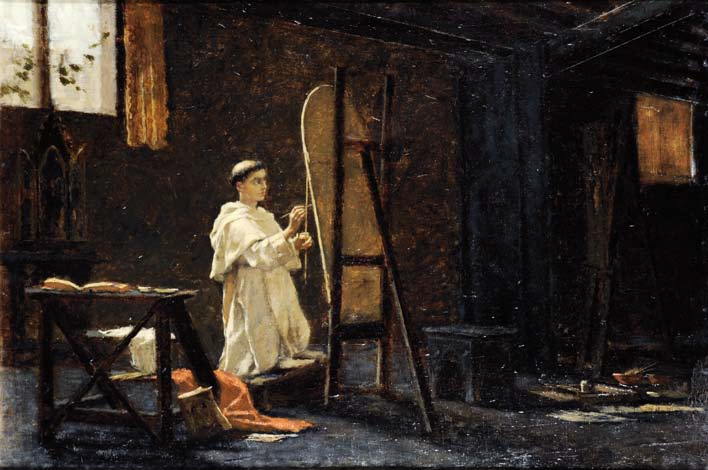
«Figura di frate che dipinge» Cella di Beato Angelico (Filippini, 1880)
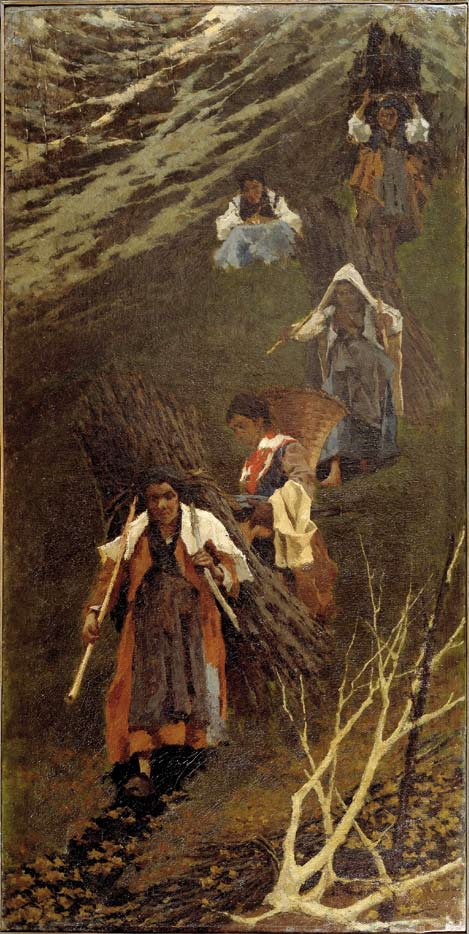
«Contadine con fascine» Vespro in Val Trompia (Filippini, 1881)

## Secciones del museo

### Recorrido 1: La historia del museo
El recorrido  está dedicado a las fases fundamentales de la historia religiosa, arquitectónica y artística del conjunto. En los ambientes se encuentran expuestos materiales pertenecientes a las diferentes épocas, según un recorrido estudiado que acompaña al visitante desde la fundación del monasterios hasta su extinción (acaecida a finales del siglo XVII). En el recorrido se puede visitar también los principales ambientes del exmonasterio, que son las tres iglesias y el coro de las monjas.

#### La historia del monasterio
La sección se desarrolla en tres salas sucesivas del antiguo monasterio y profundiza, mediante objetos, esculturas y pinturas en las diferentes fases cronológicas del complejo. Las mismas salas son relevantes por sí misma, cubiertas de crucería sostenidas por columnas con capiteles de grandes hojas; todo realizado al estilo del '400.

#### La iglesia de Santa Maria in Solario
El recorrido sigue en las dos salas de la iglesia de Santa Maria in Solario, construida en el siglo XII utilizando, tanto en el interior como en el exterior, numerosas lápidas romanas reutilizadas. En la sala inferior, por ejemplo, el pilar central que sujeta los cuatro arcos en cruz no es otra cosa que una gran altar romano dedicado al dios Sol. 
La iglesia superior está completamente revestida por un intenso ciclo de frescos realizados por Floriano Ferramola entre el 1513 y el 1524; además de algunas partes datadas en el '400 y un gran fresco del '600. En la iglesia se encuentran dos de las obras más importantes del museo: La Lipsanoteca y la Cruz de Desiderio.

#### La iglesia de San Salvatore
En la iglesia de San Salvatore, el antiguo núcleo del monasterio conservado casi completamente intacto hasta nuestros días, se han conservado los huellas artísticas más importantes de la dominación longobarda e Brescia y, indirectamente, de su etapa en la historia del conjunto. A la iglesia se accede a través de la gran sala con columnas que sostiene el Coro de las monjas, donde se encuentran relevantes piezas.
La misma iglesia alberga, en sus paredes, diferentes obras de arte; entre las cuales se pueden destacar los fresos del Romanino y de Paolo Caylina el joven.

#### El Coro de las monjas
El Coro de las monjas, construido al amparo de la fachada de la iglesia de San Salvatore en la segunda mitad del '400 para permitir a las monjas de clausura escuchar la misa sin dejarse ver a los fieles. Fue totalmente recubierto de frescos en la primera mitad del siglo sucesivo por Floriano Ferramola, Paolo Caylina el joven y otros artistas menores, probablemente del taller.
El ambiente está dedicado a los monumentos funerarios de edad véneta, de los cuales se recogen excelentes ejemplos, el más destacable es el Mausoleo Martinengo.

#### La iglesia de Santa Giulia
Construida por Giulio Todeschini entre el 1593 y el 1599, la iglesia de Santa Giulia concluye la sucesión de espacios religiosos conteniendo, en una estructura única, la iglesia de San Salvatore y el Coro de las monjas. LA iglesia se encuentra en el exterior del recorrido expositivo del museo ya que se ha convertido en una sala de conferencias: por lo tanto no es imposible de visitar.
La iglesia, por tanto, fue completamente desalojada de las obras de arte y de los objetos litúrgicos durante el '800 y no posee ningún objeto de interés histórico o artístico más allá de la mera arquitectura. La única pieza presente e el pórtico del duomo de Chiari, obra del 1513 de Gasparo da Coirano que fue desmontado en el 1846 y recolocado en la parte interior de la fachada de la iglesia en el 1882.

### Recorrido 2: El museo de la ciudad

#### La Prehistórica y Protohistoria
La sección , que se desarrolla en el plano semienterrado del antiguo monasterio, ilustra la evolución de los asentamientos humanos en el territorio bresciano desde el III milenio a.C. hasta la Edad del Hierro. Presentando numerosos objetos descubiertos en la ciudad y en la provincia. 

#### La Edad Romana
La sección del museo dedicada a la Edad Romana  se articula a lo largo de cuatro sectores: el primero dedicado a los testimonios romanos presentes en el territorio; el segundo a las domus romanas dell'Ortaglia y a las piezas análogas recuperadas en la ciudad; el tercero a las lápidas y objetos funerarios y el cuarto a las inscripciones. En este último, en particular, se conservan numerosos ejemplares de inscripciones de todo tipo, datados a partir del siglo I a.C. hasta el siglo V d. C..

#### La Edad Alto Medieval: Longobardos y Carolingios
En la zona están expuestas los testimonios de la dominación de los Longobardos y de los Carolingios, que se sucedieron en la ciudad entre el siglo VI y el XI antes del primer nacimiento de los Municipios. Las piezas expuestas son prevalentemente de tipo bélico (armas y vestimentas provenientes de tumbas) y doméstico (joyas y objetos cotidianos) además de otros objetos de valor artístico y religioso, entre los cuales destaca el precioso el Gallo de Ramperto.

#### La Edad del Municipio y de las 'Signorie'
La sección, dedicada al bajo Medioevo, custodia los testimonios artísticos y culturales de la historia de Brescia desde el nacimiento del Municipio(1038) hasta el inicio de la dominación de la República de Venecia, pasando por el período de las Signorie (señorías) y del gobierno de los Visconti.
En las diversas salas, las piezas están divididas de tal manera que ilustran la organización social y política de la ciudad del templo, reagrupando entre ellas los documentos del poder económico, político y eclesiástico.

#### La edad véneta
En esta sección se exhiben las piezas artísticas referentes a la última fase de la historia de Brescia, que fue sometida al dominio de la República de Venecia entre el 1426 y el 1797; cuando la institución fue abolida por Napoleón Bonaparte y el gobierno ciudadano pasó a la República de Brescia.
La sección está dividida en dos partes: la primera salvaguarda las obras preferentemente escultóricas provenientes del contexto público ciudadano, mientras la segunda se centra en objetos de decoración y de naturaleza privada, provenientes de los grandes palacios nobiliarios de la ciudad. 